# Famille Kidde
La famille Kidde est une famille danoise.

## Personnalités
- Aage Kidde (da) (1888-1918), homme politique conservateur, frère de Harald Kidde ;
- Astrid Ehrencron-Kidde (da) (1874-1960), écrivain et traductrice, femme de Harald Kidde ;
- Carsten Kidde-Hansen (da) (1912-2004), entrepreneur, père de John Kidde-Hansen ;
- Harald Kidde (1878-1918), écrivain, frère de Aage Kidde (da) ;
- John Kidde-Hansen (né en 1946), officier, fils de Carsten Kidde-Hansen (da) ;
- Olav Kidde (da) (1892-1968), officier dans l'armée danoise et personnalité de la résistance danoise durant la Seconde Guerre mondiale ;
- Rune T. Kidde (1957-2013), écrivain et dessinateur, fils de Thormod Kidde (da) ;
- Thormod Kidde (da) (1925-1996), illustrateur, père de Rune T. Kidde ;

## Pour approfondir